# Димчо Данов
Димчо Данов е бивш български футболист, нападател. Роден е на 6 ноември 1970 г. в Бургас. Играл е за Нефтохимик, Янтра, Ботев (Враца), Антибиотик-Лудогорец, Спартак (Плевен), Видима-Раковски и Шумен. Финалист за Купата на БФС през 1992 г. с Нефтохимик.

## Статистика по сезони
- Нефтохимик – 1989/90 – В група, 8 мача/1 гол
- Нефтохимик – 1990/91 – В група, 19/5
- Нефтохимик – 1991/92 – Б група, 31/9
- Нефтохимик – 1992/93 – Б група, 34/8
- Нефтохимик – 1993/94 – Б група, 27/6
- Янтра – 1994/95 – Б група, 26/7
- Янтра – 1995/96 – Б група, 29/4
- Янтра – 1996/97 – Б група, 21/3
- Янтра – 1997/98 – Б група, 24/3
- Антибиотик-Лудогорец – 1998/99 – Б група, 25/10
- Антибиотик-Лудогорец – 1999/ес. - Б група, 8/2
- Спартак (Плевен) – 1999/00 – Б група, 17/8
- Спартак (Плевен) – 2000/01 – Б група, 18/6
- Видима-Раковски – 2001/02 – Б група, 16/2
- Видима-Раковски – 2002/03 – Б група, 23/2
- Видима-Раковски – 2003/ес. - А група, 2/0
- Шумен – 2004/пр. - Б група, 12/1
- Янтра – 2004/05 – В група, 24/6